# Jouko Salomäki
Jouko Johannes Salomäki (* 26. August 1962 in Kauhajoki/Westfinnland) ist ein ehemaliger finnischer Ringer und Olympiasieger 1984 im griech.-röm. Stil im Weltergewicht.

## Werdegang
Jouko Salomäki wuchs in seiner Heimatstadt Kauhajoki auf und begann bereits als Schüler 1970 beim Ringerclub Kauhajoen Karhu mit dem Ringen. Er stammte aus einer Ringerfamilie, auch sein Bruder Jari wurde mehrfacher finnischer Meister im griech.-röm. Stil im Mittelgewicht. Jouko Salomäki entwickelte sich sehr schnell zu einem hervorragenden Ringer im griech.-röm. Stil und wurde bereits 1977 im Alter von 15 Jahren finnischer Meister bei den Senioren vor so bekannten Ringern wie Reijo Haaparanta und Taisto Halonen. Im Jahre 1980 wechselte er zum Ringerclub Nurmon Jymy. Auch in den folgenden Jahren war er bei den finnischen Meisterschaften immer im Spitzenfeld vertreten. 1979 wurde er finnischer Juniorenmeister in der Klasse bis 65 kg Körpergewicht und von 1981 bis 1989 gewann er bei den Senioren siebenmal die finnische Meisterschaft im Weltergewicht, in das er inzwischen gewachsen war. Nur 1988 unterbrach Timo Niemi diese Serie und verwies Jouko Salomäki auf den 2. Platz.
Auch auf der internationalen Ringermatte war Jouko Salomäki, der sich als Polizeibeamter voll dem Ringen widmen konnte, sehr erfolgreich. 1982 wurde er in Leipzig Junioren-Europameister im Weltergewicht in der Kategorie „Espoirs“, das waren die Junioren bis zum 20. Lebensjahr. Nach einem 5. Platz bei den Europameisterschaften 1984 in Jönköping nutzte er bei den Olympischen Spielen des gleichen Jahres in Los Angeles die Gunst der Stunde und wurde Olympiasieger im Weltergewicht. Er besiegte dabei u. a. auch den mehrfachen Weltmeister und haushohen Favoriten Ștefan Rusu aus Rumänien und den sehr starken Schweden Roger Tallroth.
In den nächsten Jahren bestätigte er durch hervorragende Plätze bei den Welt- und Europameisterschaften diesen Erfolg. Er belegte den 3. Platz bei der Weltmeisterschaft 1985 in Kolbotn/Norwegen und bei der Europameisterschaft 1986 in Athen und wurde 1987 Vize-Europameisterschaft im heimischen Tampere. In jenen Jahren scheiterte er meist an dem überragenden sowjetischen Ringer Michail Mamiaschwili, gegen den er nicht gewinnen konnte. Als dieser bei der Weltmeisterschaft 1987 in Clermont-Ferrand fehlte, weil er in das Mittelgewicht gewechselt war, gelang Jouko Salomäki noch einmal ein ganz großer Triumph, denn er wurde mit fünf Siegen Weltmeister. Dabei gewann er u. a. über den sowjetischen Sportler Daulet Turlychanow und Mirko Jahn aus der DDR.
Danach trat Jouko Salomäki vom internationalen Ringersport zurück, so dass er auch nicht mehr bei den Olympischen Spielen 1988 am Start war. Als allerdings 1989 die Europameisterschaften in Oulu stattfanden, versuchte er ein Comeback, kam aber im Weltergewicht nur auf den 6. Platz.
Als Veteran machte dann Jouko Salomäki noch einem von sich reden, als er bei den Weltmeisterschaften   im Jahre 2001 in seiner Altersgruppe den 3. Platz in der Klasse bis 76 kg Körpergewicht belegte und im Jahre 2003 in seiner Altersgruppe sogar den Weltmeistertitel in der Klasse bis 85 kg Körpergewicht gewann.

## Internationale Erfolge
(OS = Olympische Spiele, WM = Weltmeisterschaft, EM = Europameisterschaft, GR = griech.-röm. Stil, Fl = Fliegengewicht, Ba = Bantamgewicht, Le = Leichtgewicht, We = Weltergewicht, Mi = Mittelgewicht, damals bis 52 kg, 57 kg, 68 kg, 74 kg u. 82 kg Körpergewicht)
- 1981, 9. Platz, EM in Göteborg, GR, We, mit einem Sieg über Feliciano Marotto, Italien u. Niederlagen gegen Karolj Kasap, Jugoslawien u. Wladimir Galkin, UdSSR;
- 1982, 1. Platz, Junioren-EM (Espoirs)in Leipzig, GR, We, vor Stojan Baltatschew, Bulgarien u. Kossowski, UdSSR;
- 1983, 2. Platz, „Wladislaw-Pytlasinski“-Turnier in Warschau, GR, We, hinter Andrzej Supron, Polen u. vor Roger Tallroth, Schweden u. Karl-Heinz Helbing, BRD;
- 1984, 5. Platz, EM in Jönköping, GR, We, mit Siegen über Franz Ransmayer, Österreich u. Ferenc Kocsis, Ungarn u. Niederlagen gegen Celal Taskiran, Türkei u. Borislaw Welitschkow, Bulgarien;
- 1984, Goldmedaille, OS in Los Angeles, GR, We, mit Siegen über Faris, Iran, Ștefan Rusu, Rumänien, Stübing, Kanada, Mohamed Hamad, Ägypten u. Roger Tallroth;
- 1985, 3. Platz, Turnier in Västerås, GR, We, hinter Michail Mamiaschwili, UdSSR u. Rolf Müller, DDR u. vor Istvan Peter, Ungarn, Tomas Forslund u. Torbjörn Söderquist, bde. Schweden;
- 1985, 4. Platz, EM in Leipzig, GR, We, hinter Stefan Rusu, Borislaw Welitschkow u. Michail Mamiaschwili u. vor Jerzy Kopański, Polen u. Roger Tallroth;
- 1985, 3. Platz, WM in Kolbotn/Norwegen, GR, We, hinter Michail Mamiaschwili u. Stefan Rusu u. vor Andrzej Supron, Borislaw Welitschkow u. Karl-Heinz Helbing;
- 1985, 2. Platz, World-Super-Championship in Tokio, GR, We, hinter Michail Mamiaschwili u. vor Ichiro Tani, Japan;
- 1986, 3. Platz, EM in Athen, GR, We, hinter Michail Mamiaschwili u. Roger Tallroth u. vor Jerzy Kopański, Stefan Rusu u. Martial Mischler, Frankreich;
- 1987, 2. Platz, EM in Tampere, GR, We, hinter Daulet Turlychanow, UdSSR u. vor Dobri Marinow-Iwanow, Bulgarien, Roger Tallroth, Jaroslav Zeman, CSSR u. Andreas Lemke, DDR;
- 1987, 1. Platz, WM in Clermont-Ferrand, GR, We, vor Józef Tracz, Polen, Daulet Turlychanow, Dobri Marinow-Iwanow, Mirko Jahn, DDR u. Kim Youn-Nam, Südkorea;
- 1987, 2. Platz, FILA-Grand-Prix in Budapest, GR, We, hinter Daulet Turlychanow u. vor Józef Tracz, Dobri Marinow-Iwanow, Roger Tallroth u. Victor Romero, Kuba;
- 1989, 6. Platz, EM in Oulu, GR, We, hinter Petar Tenew, Bulgarien, Torbjörn Kornbakk, Schweden, Jaroslav Zeman (Ringer)|Jaroslav Zeman, Bissolt Dezijew, UdSSR u. Józef Tracz

## Finnische Meisterschaften
- 1977, 1. Platz, GR, Fl, vor Reijo Haaparanta u. Taisto Halonen,
- 1978, 3. Platz, GR, Ba, hinter Einari Suutari u. Pertti Savolainen,
- 1979, 1. Platz (Junioren), GR, bis 65 kg Körpergewicht, vor Veli Perkkiö u. Terho Korhonen,
- 1980, 2. Platz, GR, Le, hinter Tapio Sipilä u. vor Kari Övermark,
- 1981, 1. Platz, GR, We, vor Tapio Sipilä u. Timo Lehto,
- 1982, 1. Platz, GR, We, vor Teuvo Sipilä u. Matti Övermark,
- 1983, 1. Platz, GR, We, vor Pekka Rauhala u. Tuomo Sipilä,
- 1984, 1. Platz, GR, We, vor Matti Övermark u. Tapio Sipilä,
- 1985, 1. Platz, GR, We, vor Timo Niemi u. Tapio Sipilä,
- 1986, 1. Platz, GR, We, vor Timo Niemi u. Tapio Sipilä,
- 1988, 2. Platz, Gr, Mi, hinter Timo Niemi u. vor Jari Salomäki,
- 1989, 1. Platz, GR, We, vor Jaakko Talvitie u. Tuomo Karila,
- 1990, 2. Platz, GR, Mi, hinter Marko Asell u. vor Timo Niemi